# Seibersbach
Seibersbach település Németországban, Rajna-vidék-Pfalz tartományban. Lakosainak száma 1249 fő (2023. december 31.).

## Népesség
A település népességének változása:
| Lakosok száma | 1260 | 1310 | 1277 | 1261 | 1235 | 1249 |
|               | 1975 | 2017 | 2019 | 2021 | 2022 | 2023 |